# 郡山富田駅

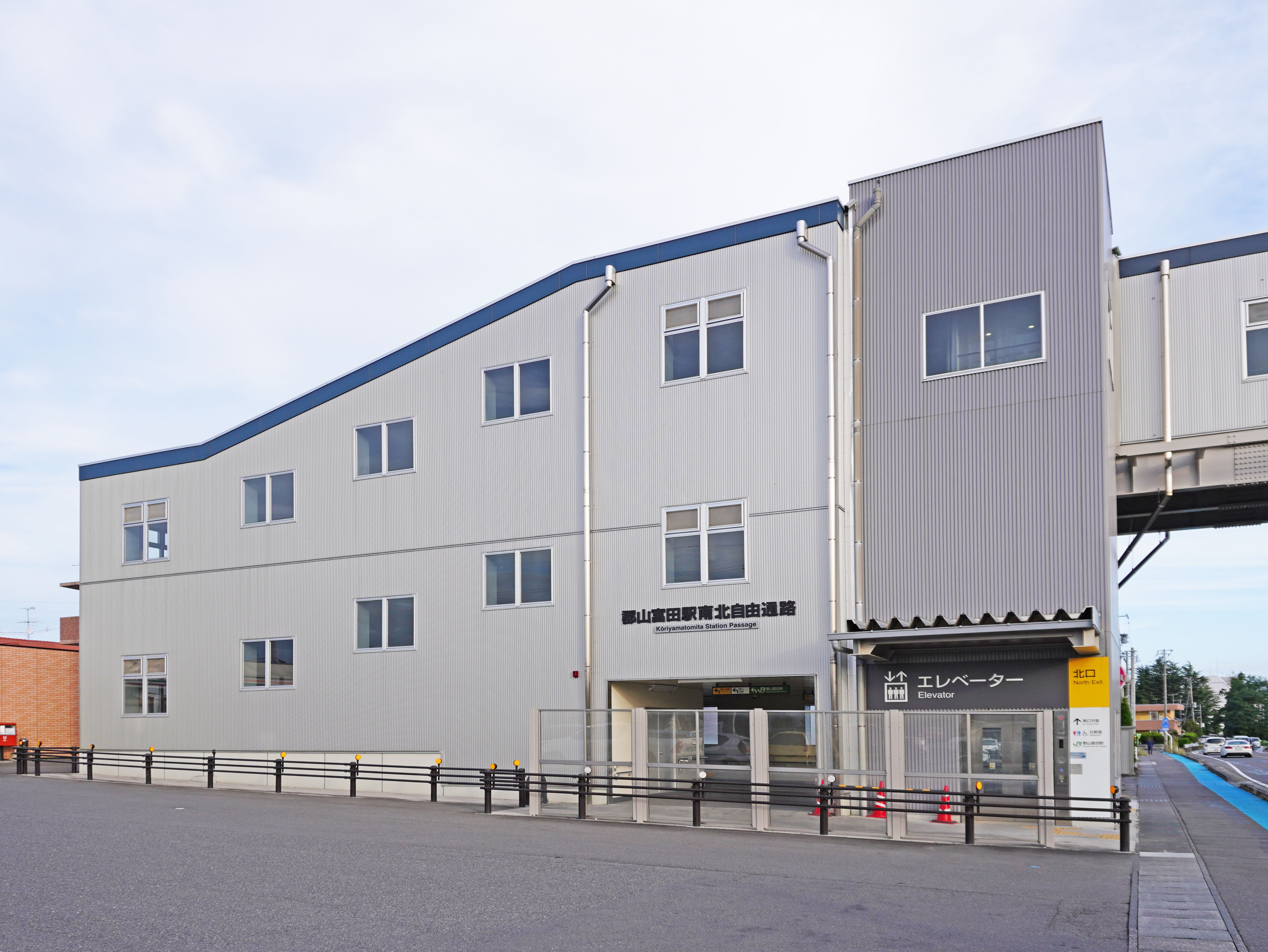
北口（2022年9月）

郡山富田駅（こおりやまとみたえき）は、福島県郡山市富田町にある、東日本旅客鉄道（JR東日本）磐越西線の駅である。

## 歴史
当駅が開業する前、郡山駅から隣駅である喜久田駅までは住居が集中するエリアにもかかわらず駅間が7.9キロメートルと長かった。そこで郡山市の公共交通の利用促進や地域の活性化、さらに災害時における物資輸送ルートや避難者の移動手段を確保するために、磐越西線の新駅となる「郡山北」（仮称）の設置について、郡山市とJR東日本の間で協議が行われた。2015年（平成27年）9月15日に、JR東日本は正式駅名を「郡山富田駅」と発表した。当駅は、地元自治体の要望によりJR東日本が設置する請願駅であり、事業費約20億円を郡山市が負担している。

### 年表
- 2017年（平成29年）4月1日：開業[報道 1][新聞 1]。
- 2024年（令和6年）10月1日：えきねっとQチケのサービスを開始[1][報道 3]。

## 駅構造
6両編成対応の単式ホーム1面1線を有する地上駅である。
郡山駅管理の無人駅である。駅舎には待合室、駅倉庫、自動券売機、簡易Suica改札機が設けられている。

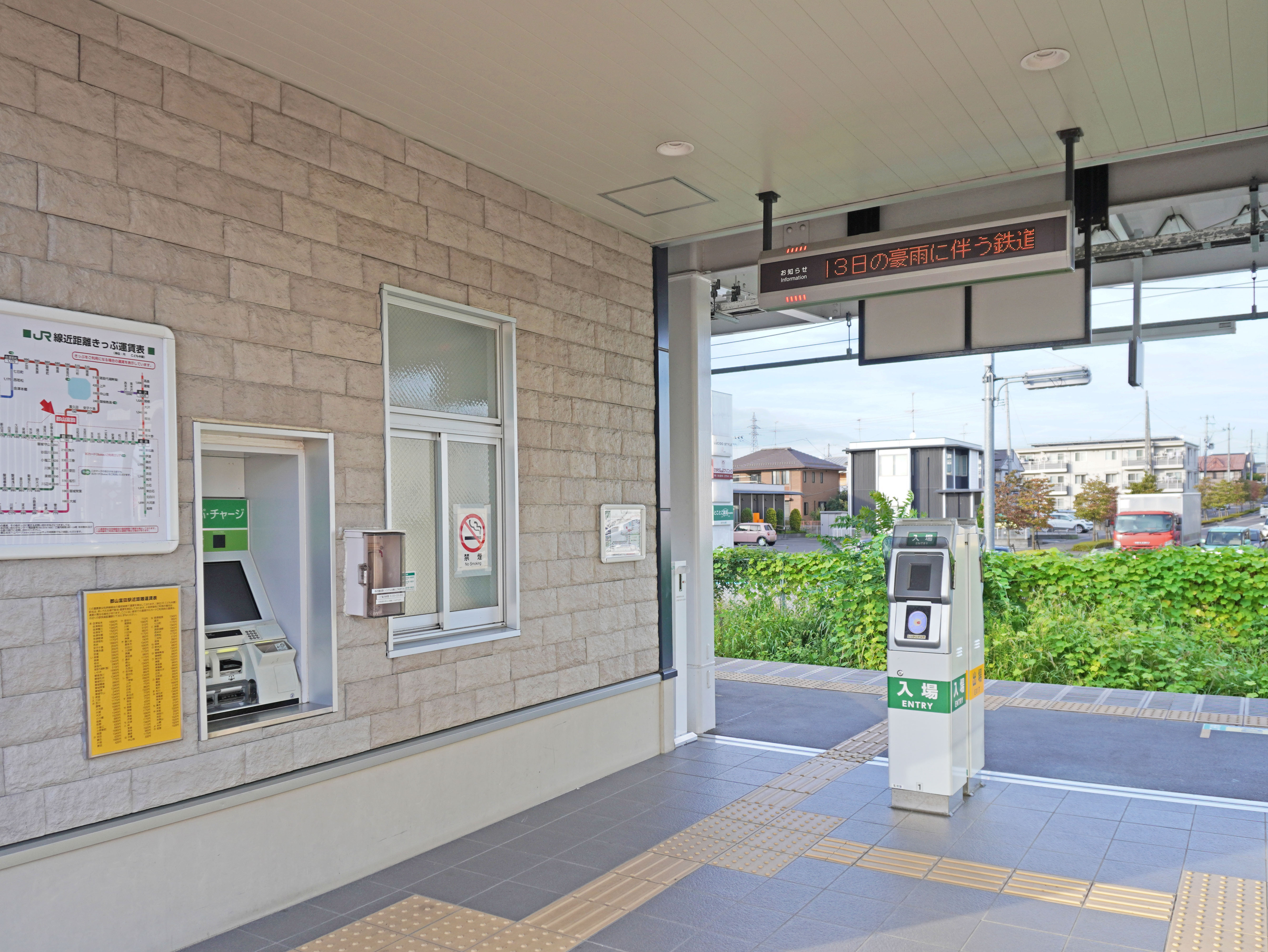
改札口（2022年9月）
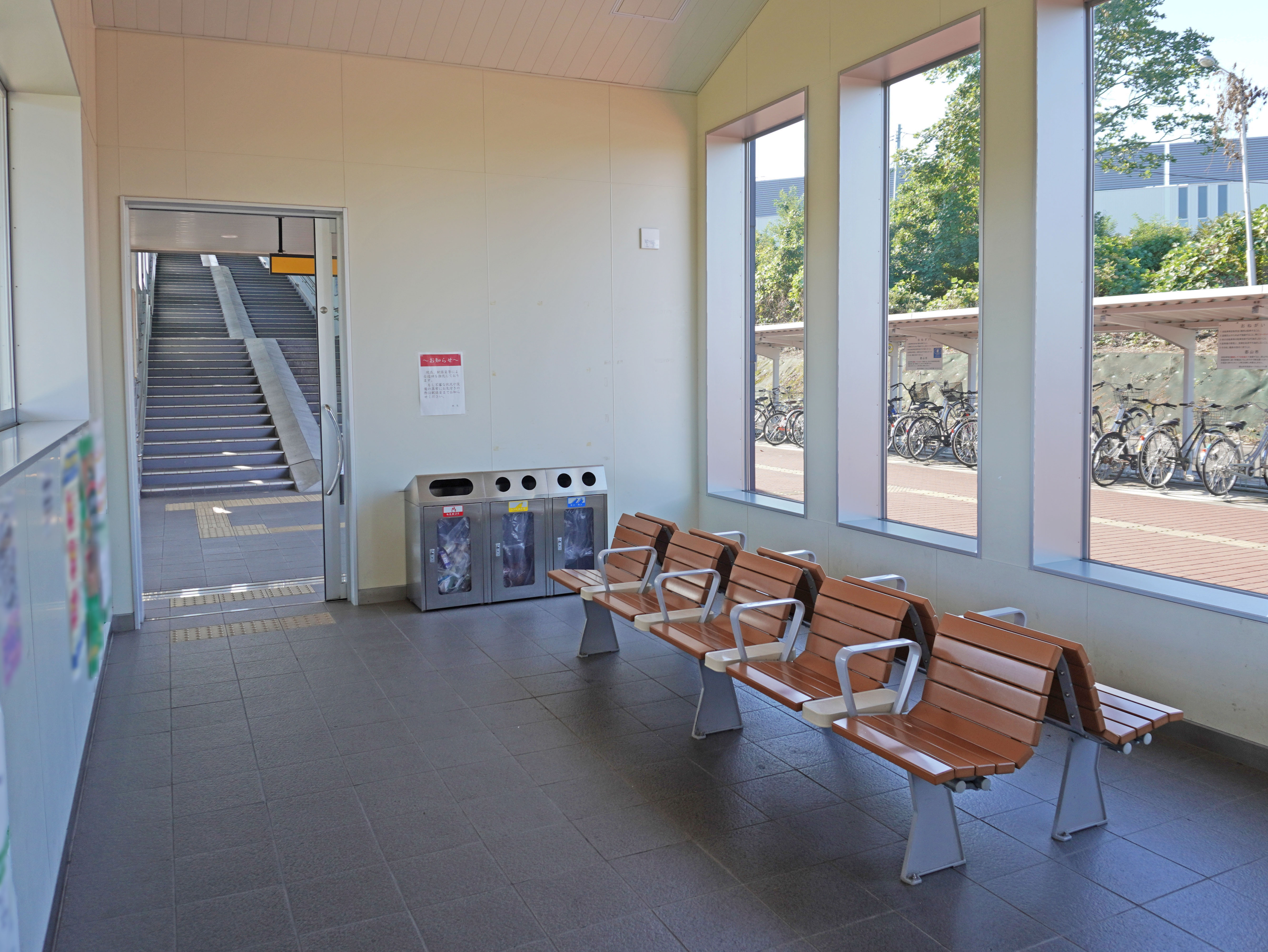
待合室（2022年9月）
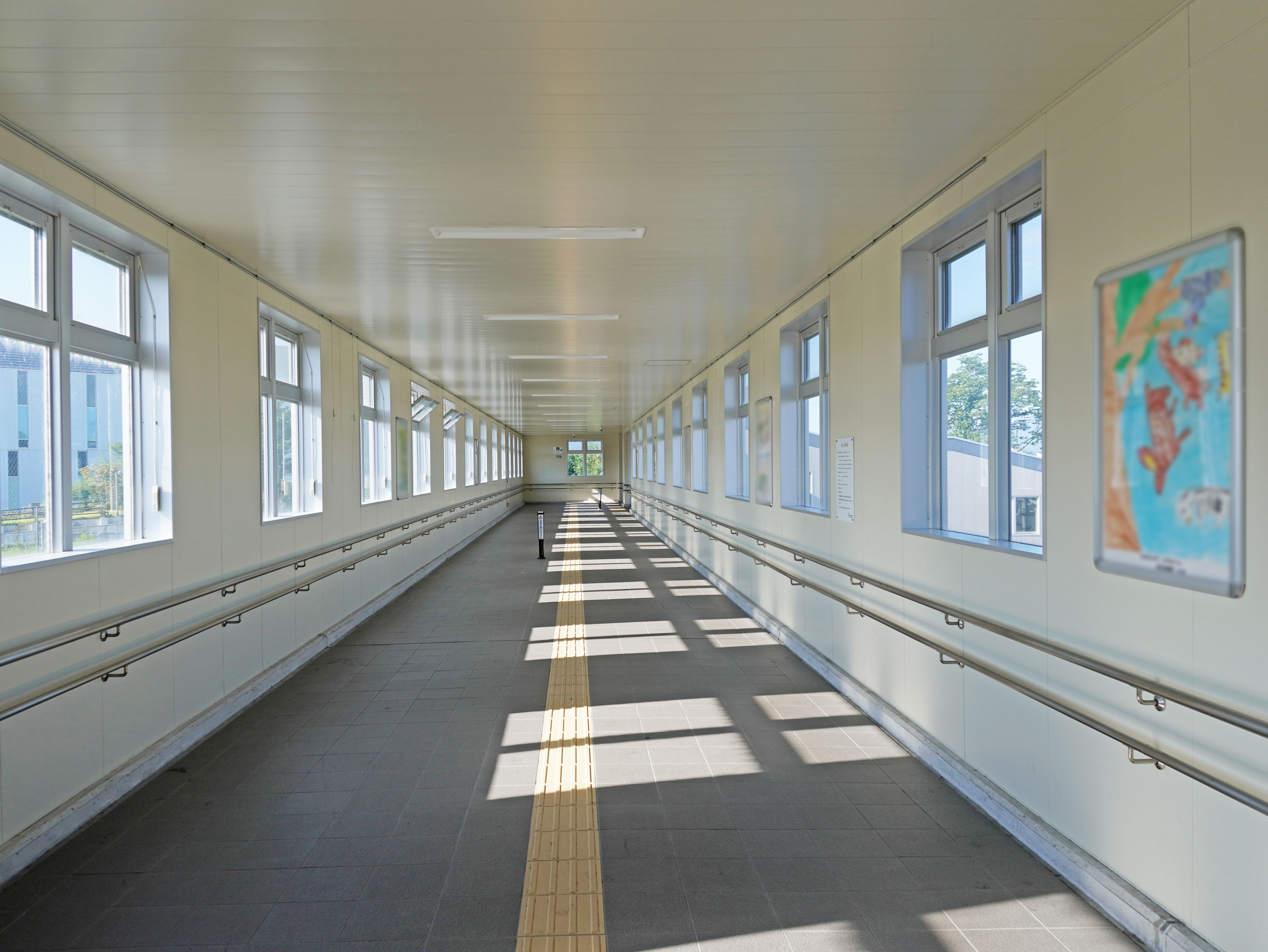
南北自由通路（2022年9月）
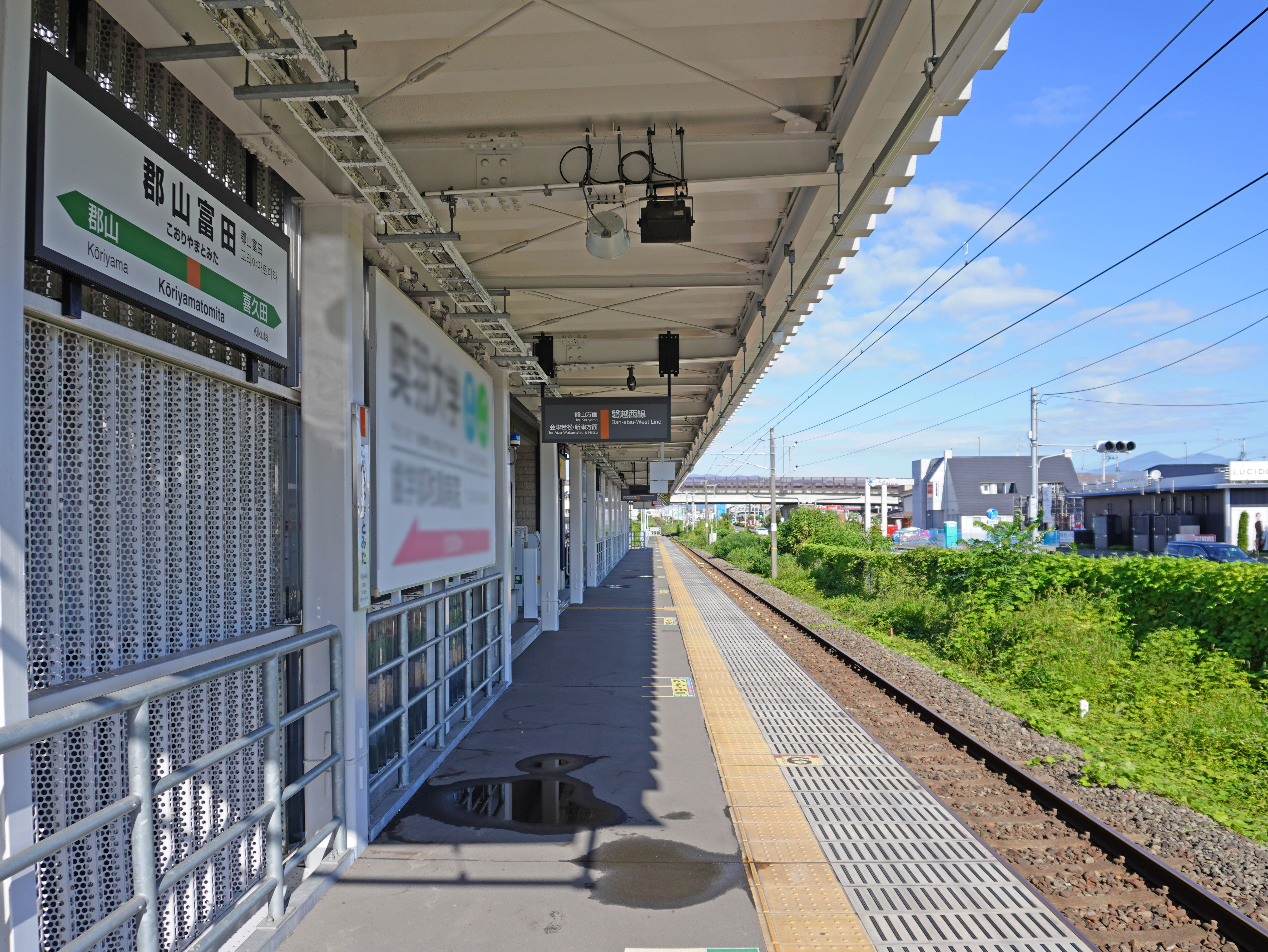
ホーム（2022年9月）

## 利用状況
JR東日本では、1日の利用者数を1,000人と想定している。

## 駅周辺

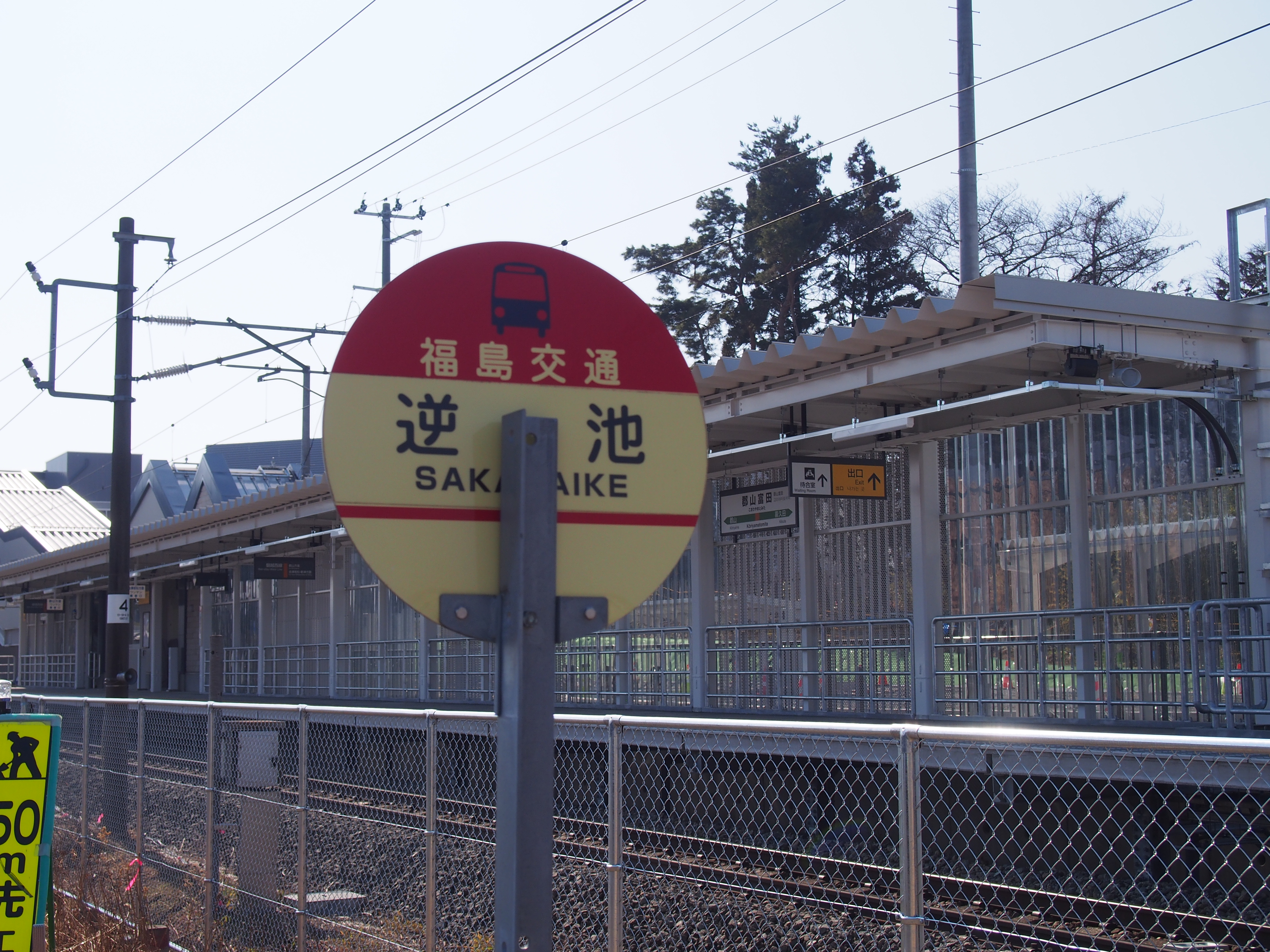
郡山富田駅に隣接して設置されていた「逆池」停留所

当駅は、安積街道（福島県道296号荒井郡山線）と内環状線が交差する地点の東側に位置しており、元福島県農業総合センター畜産研究所養鶏分場（2016年〈平成28年〉廃止）跡地の北東に隣接している。近くには奥羽大学がある。当駅の南側には、県立ふくしま医療機器開発支援センターが2016年（平成28年）11月7日に開所した。
- 奥羽大学歯学部附属病院
- 福島県立郡山北工業高等学校
- 郡山市立富田中学校
- 郡山市立富田東小学校
- 西部自動車学校
- 郡山北警察署
- ファッションセンターしまむら 富田店
- カインズ 郡山富田店
- セブンイレブン 郡山奥羽大学前店
- プチホテルローズガーデン
- 福島交通「曲田」停留所

かつては当駅に隣接して福島交通「逆池」停留所があり、2018年（平成31年）4月1日に「郡山富田駅」に改称されたが、2021年（令和3年）4月1日に廃止された。

## 隣の駅
東日本旅客鉄道（JR東日本）
■磐越西線
□快速（「あいづ」を含む）・■普通
郡山駅 - 郡山富田駅 - 喜久田駅

#### 報道発表資料
1. 1 2  『2017年3月ダイヤ改正および新駅開業等について』（PDF）（プレスリリース）東日本旅客鉄道仙台支社、2016年12月16日。オリジナルの2016年12月16日時点におけるアーカイブ。2020年12月11日閲覧。
2. ↑  『磐越西線に新駅を設置いたします』（PDF）（プレスリリース）東日本旅客鉄道仙台支社、2015年9月15日。オリジナルの2015年9月21日時点におけるアーカイブ。2020年12月11日閲覧。
3. ↑  『Suicaエリア外もチケットレスで! 東北エリアから「えきねっとQチケ」がはじまります』（PDF）（プレスリリース）東日本旅客鉄道、2024年7月11日。オリジナルの2024年7月11日時点におけるアーカイブ。2024年7月31日閲覧。

#### 新聞記事
1. 1 2  「【郡山】JR郡山富田駅が開業 福島県内で30年ぶりの新駅」『福島民友』2017年4月2日。オリジナルの2017年4月4日時点におけるアーカイブ。2020年12月11日閲覧。
2. 1 2  「名称は「郡山富田駅」JR磐越西線の新駅 29年春開業へ」『福島民報』2015年9月16日。オリジナルの2015年10月26日時点におけるアーカイブ。2020年12月11日閲覧。